# Oruro (departement)
Oruro är ett departement i Bolivia med en area på 53 588 km² och 391 870 invånare. Oruro ligger på bolivianska högplatån 3 966 meter över havsnivån. Departementet är mestadels platt, men har även inslag av berg. Oruro har sedan kolonialtiden varit ett gruvarbetarområde, med framförallt utvinning av tenn, silver, bly och wolfram. Huvudstad i departementet är Oruro.

## Provinser i Oruro
Departementet Oruro har 16 provinser.
| Provins              | Huvudstad                |  |
| -------------------- | ------------------------ |  |
| Atahuallpa           | Sabaya                   |  |
| Carangas             | Corque                   |  |
| Cercado              | Oruro                    |  |
| Eduardo Avaroa       | Challapata               |  |
| Ladislao Cabrera     | Salinas de Garci Mendoza |  |
| Litoral              | Huachacalla              |  |
| Nor Carangas         | Huayllamarca             |  |
| Pantaléon Dalence    | Huanuni                  |  |
| Poopó                | Poopó                    |  |
| Puerto de Mejillones | La Rivera                |  |
| Sajama               | Curahuara de Carangas    |  |
| San Pedro de Totora  | Totora                   |  |
| Saucarí              | Toledo                   |  |
| Sebastián Pagador    | Santiago de Huari        |  |
| Sud Carangas         | Andamarca                |  |
| Tomas Barrón         | Eucaliptus               |  |